# Abdullahi Yusuf Ahmed
Abdullahi Yusuf Ahmed (somali: Cabdulaahi Yuusuf Axmed) (Galkayo, Puntland, Somàlia, 15 de desembre de 1934 - Abu Dhabi, Emirats Àrabs Units, 23 de març de 2012) fou un polític i militar somali, pertanyent al grup de clans Darod. Va ingressar a l'exèrcit als anys 1960 i va estudiar a Itàlia i a la Unió Soviètica. El 1969 amb grau de comandant es va oposar al cop d'estat de Siad Barre i fou empresonat juntament amb el coronel Muhammad Fara Hassan, àlies Aydid. Fou alliberat al cap d'un temps i reingressat a l'exèrcit on va assolir el grau de coronel.
El 9 d'abril de 1978 un grup d'oficials del grup de clans darod, dirigits pel coronel Muhammad Shaykh Osman va intentar un cop d'estat que va fracassar i en el que Yusuf estava implicat. 17 conspiradors foren detinguts i molts afusellats o empresonats. Els que van poder escapar es van refugiar a Etiòpia, entre ells Yusuf, i es van unir al moribund Front d'Acció Democràtica Somali, conegut per les sigles SODAF i l'abril de 1979 es va formar el Front de Salvació Somali en el que el coronel Abdullahi Yusuf Ahmed, l'oficial de més alta graduació dels que havien participat en el cop d'estat i s'havien escapat, era el líder principal. La seva primera acció armada la va fer amb 50 homes, dels que 39 van morir. Llavors la resta foren incorporats a l'exèrcit etíop per lluitar contra el Front d'Alliberament de Somàlia Occidental.
Fins que no va rebre un suport actiu de Líbia l'organització no va poder realitzar pràcticament cap activitat. Amb ajut de Líbia es van poder organitzar atacs a través de la frontera. Barre va respondre amb la repressió sobre ciutadans del clan majeerteen, incloent-hi la destrucció de pobles sencers.
Yusuf en aquells anys s'inclinava per una aliança amb l'esquerra radical i l'octubre de 1981 el seu partit es va fusionar amb dos grups d'esquerra (amb base al Iemen del Sud), el Partit dels Treballadors Somalis (PTS) i el Front Democràtic per l'Alliberament de Somàlia (FDAS), que va originar el Front Democràtic de Salvació Somali (FDSS). Yusuf no obstant va intentar una política de clan dins al grup, on els elements més esquerrans proposaven una superació d'aquesta divisió. Progressivament la facció esquerrana fou purgada per Yusuf que a més a més va permetre que tropes etíops feren incursions a Somàlia sota l'aparença de ser membres del FDSS. Això va provocar que una part de l'organització se sotmetés al general Siad Barre i l'organització va quedar desactivada.
Yusuf es va distanciar dels etíops i fou arrestat per aquestos, i el moviment va restar neutral la resta de la guerra. Absent Yusuf, empresonat a Addis Abeba, el 1988 el general Mohamed Abshir Musa, va assolir el control de l'organització; però quan Yusuf fou alliberat el 1991 va recuperar la direcció immediatament tot i que Abshir Musa va romandre com a president al capdavant d'una facció. Abshir Musa fou cap de la policia amb el darrer govern democràtic abans de 1969 però va dimitir per una disputa amb el govern i després del cop d'estat Barre, va ser empresonat, fugint a l'estranger en ser alliberat. Yusuf va reorganitzar el moviment amb suport del nou govern etíop i va alliberar algunes zones del centre-nord de Somàlia, establint-se com a senyor de guerra local.
A l'abril del 1992 Yusuf i la facció d'Abshir Musa al seu moviment es van aliar en el si del govern interí d'Ali Mahdi del Congrés de la Somàlia Unificada, entre ambdues i amb el Front Nacional Somali, lleial a Barre, i es van enfrontar a les milícies del general Aydid, de l'altra facció del Congrés de la Somàlia Unificada, que havia format amb altres tres grups l'Aliança Nacional Somali.
Les milícies de Yusuf prengué el control de les províncies de Bari, Nugal, i part de la regió de Mudug, sota la direcció nominal del general Mohamed Abshir Musa com a president però amb Yusuf com a home fort, dominant tant en els territoris del subclan majeerteen dels darod com en els dels subclans warsangeli i dhulbahante dels darod i altres subclans menors com els hinjinleh, magdleh, turyer, yibir, i tomal. Com que els majeerteens, warsangelis, i dhulbahantes són tots descendents d'Harti (dins del grup darod, i eren descendents més propers entre ells que entre altres subclans con els ogadenis i els marehans) aquest conjunt fou conegut com els hartis.
El 1993 les milícies de Yusuf es van enfrontar amb grups islamistes que es van apoderar d'algunes ciutats i llogarets temporalment però va aconseguir expulsar-los cap a Somaliland on es van apoderar del port de Las Qoray.
El 1998 Yusuf dominava clarament el Puntland i s'havia imposat militarment a l'oposició del clan majeerteen encapçalada per Musa Boqor, el soldà tradicional dels majeerteen. Yusuf tenia el suport del president Meles Zenawi d'Etiòpia i es decantava cada vegada més per la regionalització. Els clans harti (a Hobyo i Bari) i majeerteen (a Bari) van iniciar negociacions amb ell el 25 de febrer de 1998, i si van afegir la Unió Democràtica Nacional Somali i el Partit Unit Somali (PUS), basats en els subclans darods. Es va proclamar l'Estat de Puntland (23 de juliol de 1998) del que Yusuf fou nomenat president, amb l'oposició de Musa Boqor i d'Abshir Musa.
Yusuf no va tardar a prohibir els partits. L'oposició d'Abshir Musa va poder ser controlat sota amenaces, i Boqor Musa es va retirar; un altre opositor, Abdirizak Haji Hussein, primer ministre de Somàlia entre 1964 i 1967, es va haver d'exiliar. La reivindicació de Sool i Sanaag, controlades per Somaliland però habitades en bona part pel clan darod, i les quals que havien enviat delegats a la conferència constitucional, va provocar tensions amb Somaliland, que el 1999 va portar a enfrontaments armats. La part oriental dels dos districtes va quedar en mans de les milícies de Puntland.
El 27 de juny de 2001, tres dies abans d'acabar el seu mandat, Yusuf es va fer investir per un segon mandat per la cambra de representants, on tenia majoria. Però el seu opositor Jama Ali Jama, contrari a l'autonomia, el va acusar de cometre frau de llei. El Tribunal suprem li va donar raó i Yusuf fou destituït a l'acabar el mandat, i proclamat interinament president el jutge de la cort suprema Yusuf Haji Nur fins que fos elegit un nou president. Yusuf es va retirar a Galkacyo i va acusar als seus enemics de cop d'estat. El 4 de juliol va jurar el seu càrrec (segon mandat) i va mobilitzar a la seva gent a Mudug, Sool i Sanaag (i part de Nugal), que li donaven suport. Bari no li donava suport i es mantenia neutral. El 14 de novembre de 2001 el conservador Ali Jama fou elegit president amb un suport encobert de l'organització islàmica local Al-Itihaad al-Islamiya (Unitat Islàmica), sospitosa segons els Estats Units de ser membres d'Al-Qaeda i declarada organització terrorista. El nou president va entrar en contacte amb el GNT de Mogadiscio.
Pocs dies després Yusuf va conquerir Garowe i Ali Jama es va establir a Bossaso que fou ocupada també per Yusuf el 8 de maig del 2002. Ali Jama va romandre rebel fins al 17 de maig de 2003 quan es va acordar la pau i un repartiment de carteres entre ambdues forces. A finals d'any les forces de Puntland van atacar la regió de Sool, que en la seva major part estava controlada per Somaliland. La capital regional Las Anod, fou ocupada. D'altra banda, la influència de Yusuf a Mudug era gran i s'estenia cap al sud a les zones dominades pel clan hawiye.
El 10 d'octubre del 2004 Yusuf fou elegit president de Somàlia amb un mandat fins al 2009, i va deixar la presidència de Puntland al vicepresident Abdi Hashi, fins que el 8 de gener del 2005 fou elegit president Mohammud Musse Hersi, àlies Adde.
El seu govern s'havia d'establir a Mogadiscio però motius de seguretat i els recels de Yusuf no ho aconsellaven. Abdullahi Yusuf es va establir a Jowhar (juliol del 2005) procedent de Bosaso. Les forcen en conflicte, eren a més del mateix Yusuf i la seva facció del Front Democràtic de Salvació de Somàlia i l'administració regional del Puntland, les següents: 
- La facció de Sharif Hassan Sheikh Adan amb suport d'una aliança de senyors de la guerra de Mogadiscio en la que els principals són: Mohammed Qanyare Affra (del Congrés de la Somàlia Unificada), Umas Finish (del Congrés de la Somàlia Unificada-Aliança de Salvació de Somàlia), Omar Mohamed (del Congrés de la Somàlia Unificada-Aliança de Salvació Somali-facció Omar Mohamed) i Osman Ali Atto (del Congrés de la Somàlia Unificada-Aliança de Salvació Somali-facció Atto, ara dins l'Aliança Nacional Somali, i que havia estat un antic lloctinent de Muhammad Fara Hassan, àlies Aydid però del que s'havia separat uns anys).

- Les forces de l'antic Consell de Reconciliació i Restauració de Somàlia (integrat per l'administració regional del Baix Shabelle Shabeellaha Hoose dirigida per Yusuf Indhaade, l'administració regional de Shabeellaha Dhexe, l'Aliança de la Vall del Juba dirigida pel coronel Bare Hirale, l'Exèrcit de Resistència Rahanweyn dirigit per Mohamed Nur Sharidadud, una facció del Moviment Democràtic Somali/Exèrcit de la Resistència Rahanweyn a Somàlia del Sud-oest dirigida per Mohamed Ibrahim Habsade, el Moviment Patriòtic Somali (facció Consell), i l'CSU-ASS (Congrés de la Somàlia Unificada-Aliança de Salvació de Somàlia, facció de Musa Sudi Yalahow). D'aquest grup eren part també el president dissident del FDSS, general Abshir Musa, i el seu aliat Jama Ali Jama, els senyors de la guerra Ali Dheere i Rer Ahmad, i Abdinur Ahmed Darman, del Partit de la República de Somàlia Unida.

- El Congrés de la Somàlia Unificada-Aliança Nacional Somali de Hussein Aydidi junior.

- També cal esmentar al general Morgan del Moviment Patriòtic Somali, les milícies dels subclans dabare i luway, una aliança de subclans marehan dirigida per Harwaseme Rer Hasan i Habar Yaqub, les milícies dels subclans abgaal, warsangeli, wabudam, murusade, duduble, galjeel, jalele, gare, saad, seleeban, i altres subclans marehan.

Avançat el 2005 els tres caps rahanweyn que es disputaven el poder a l'Exèrcit de Resistència Rahanweyn es van reconciliar i finalment el president Yusuf es va poder instal·lar a la ciutat de Baidoa junt amb el primer ministre (10 de febrer del 2006) i es va acordar que en aquesta ciutat es reuniria el parlament que abans es reunia a Kenya per motius de seguretat.
El 2006 la Unió de Corts Islàmiques dominava els districtes de Diinsoor i Buur Hakaba (recapturats temporalment un parell de vegades per les forces del GFT, sense poder-ne mantenir el control) i el govern i els rahanweyn dominaven els districtes de Baidoa i Qansax Dheere. Després de la conquesta de Mogadisció (5 de juny) i de jowhar (14 de juny) els islamistes eren davant de Baidoa. Yusuf es va haver de retirar cap al seu feu de Galkacyo del nord, a l'extrem dus (sud-oest) de Puntland. Baidoa finalment fou atacada el 20 de desembre per les corts, provocant la intervenció etíop; amb aquest suport, les forces del Govern Federal de Transició, principalment els rahanweyn, van derrotar els islamistes i els van rebutjar (batalla de Baidoa). Yusuf va poder tornar a Baidoa el gener del 2007. El govern federal a poc a poc va perdre posicions el 2007 i a l'agost del 2008 va perdre la important ciutat de Kismaayo. Ja han començat els moviments per succeir a Yusuf que acaba el seu mandat el 2009.